# وانگ چی-لین
وانگ چی-لین (انگلیسی: Wang Chi-lin؛ زادهٔ ۱۸ ژانویهٔ ۱۹۹۵) بدمینتون‌باز اهل تایوان است. وی از سال ۲۰۰۹ میلادی تاکنون مشغول فعالیت بوده‌است.